# Asanovac
Asanovac (cyr. Асановац) – wieś w Serbii, w okręgu toplickim, w gminie Žitorađa. W 2011 roku liczyła 26 mieszkańców.